# أفاد دجيكانو
أفاد دجيكانو هو نادي رياضي من ساحل العاج. يلعب الفريق مبارياته المحلية على ملعب أبيدجان البلدي. يلعب الفريق في دوري ساحل العاج الممتاز.